# Mansuphantes ovalis
Mansuphantes ovalis là một loài nhện trong họ Linyphiidae.
Loài này thuộc chi Mansuphantes. Mansuphantes ovalis được Andrei V. Tanasevitch miêu tả năm 1987.